# Camille Soubise
Pour les articles homonymes, voir Soubise.
Camille Soubise, né le 17 juin 1833 à Perwez, mort le 15 janvier 1901, de son vrai nom Alphonse Vanden Camp, est un journaliste, indic, escroc notoire et parolier belge.
On lui doit notamment les paroles des chansons suivantes :
- 1880 - Le Noël des petits oiseaux[1]
- 1882 - La Chanson des blés d'or[1], avec Lemaître
- 1883 - La Chanson des peupliers, avec Doria[réf. nécessaire]
- 1885 - C'est un oiseau qui vient de France[2]